# Liberia aux Jeux olympiques d'été de 2008
Le Liberia participe aux Jeux olympiques d'été de 2008 à Pékin.

## Athlètes engagés

### Athlétisme

#### Hommes
| Épreuve    | Athlète        | Séries   | Séries | Quarts de finale | Quarts de finale | Demi-finales | Demi-finales | Finale   | Finale |
| Épreuve    | Athlète        | Résultat | Rang   | Résultat         | Rang             | Résultat     | Rang         | Résultat | Rang   |
| ---------- | -------------- | -------- | ------ | ---------------- | ---------------- | ------------ | ------------ | -------- | ------ |
| 400 mètres | Siraj Williams | 47 s 89  | 8e     | -                | -                | -            | -            | -        | -      |
| Décathlon  | Jangy Addy     | NC       | NC     | NC               | NC               | NC           | NC           | 7665 PTS | 20e    |

#### Femmes
| Épreuve    | Athlète   | Séries   | Séries | Quarts de finale | Quarts de finale | Demi-finales | Demi-finales | Finale   | Finale |
| Épreuve    | Athlète   | Résultat | Rang   | Résultat         | Rang             | Résultat     | Rang         | Résultat | Rang   |
| ---------- | --------- | -------- | ------ | ---------------- | ---------------- | ------------ | ------------ | -------- | ------ |
| 200 mètres | Kia Davis | 24.31    | 6e     | -                | -                | -            | -            | -        | -      |
| 400 mètres | Kia Davis | 53.99    | 7e     | -                | -                | -            | -            | -        | -      |